# Ceylalictus punjabensis
Ceylalictus punjabensis är en biart som först beskrevs av Cameron 1907.  Ceylalictus punjabensis ingår i släktet Ceylalictus och familjen vägbin. Inga underarter finns listade i Catalogue of Life.